# World Team Challenge 2008
Die 7. World Team Challenge 2008 (offiziell: VELTINS-Biathlon-WTC 08) war ein Biathlonwettbewerb, der am 27. Dezember 2008 in der Veltins-Arena in Gelsenkirchen stattfand.
Das letztjährige Siegerteam mit Dmitri Jaroschenko und Jekaterina Jurjewa konnte seinen Sieg aus dem Vorjahr nicht erfolgreich verteidigen und beendete das Rennen auf dem dritten Platz. Es gewann das ukrainische Team Andrij Derysemlja und Oksana Chwostenko.

## Teilnehmer
Es gingen insgesamt 10 Teams mit Teilnehmern aus sieben Nationen an den Start. Die Verkleinerung des Feldes ging auf Kosten der zusätzlichen deutschen Mannschaften, während das internationale Feld weitgehend unverändert blieb.
Zum ersten Mal in der Geschichte des Events startete mit Christoph Sumann und Martina Beck ein Team mit Startern aus zwei Nationen. Das erste deutsch-österreichische Mixed beendete das Rennen auf dem zweiten Platz und musste sich nur mit 14,6 Sekunden den Siegern geschlagen geben, dem bis zu diesem Zeitpunkt geringsten Abstand zwischen Sieger und Zweitplatzierten in der Event-Historie.
Sumanns Teilnahme war zugleich das Debüt für Österreich bei der World Team Challenge. Auch die USA waren zum ersten Mal dabei.

## Ergebnisse
| Platz | Name                                      | Land                   | Zeit (min) |
| ----- | ----------------------------------------- | ---------------------- | ---------- |
| 1     | Andrij Derysemlja und Oksana Chwostenko   | Ukraine                | 32:21,6    |
| 2     | Christoph Sumann und Martina Beck         | Österreich Deutschland | +0:14,6    |
| 3     | Dmitri Jaroschenko und Jekaterina Jurjewa | Russland               | +0:32,8    |
| 4     | Michael Rösch und Kati Wilhelm            | Deutschland            | +0:57,0    |
| 5     | Rune Brattsveen und Tora Berger           | Norwegen               | +1:44,0    |
| 6     | Alexander Wolf und Andrea Henkel          | Deutschland            | +1:58,8    |
| 7     | Michael Greis und Kathrin Hitzer          | Deutschland            | +2:10,9    |
| 8     | Vincent Defrasne und Sylvie Becaert       | Frankreich             | +2:40,2    |
| 9     | Jay Hakkinen und Lanny Barnes             | Vereinigte Staaten     | überrundet |
| 10    | Emil Hegle Svendsen und Solveig Rogstad   | Norwegen               | überrundet |